# Lutjanus argentiventris
Lutjanus argentiventris és una espècie de peix de la família dels lutjànids i de l'ordre dels perciformes.

## Morfologia
- Els mascles poden assolir 71 cm de longitud total i 13 kg de pes.[2][3]

## Alimentació
Menja peixos, gambes, crancs i mol·luscs.

## Hàbitat
És un peix marí de clima subtropical i associat als esculls de corall que viu fins als 3-60 m de fondària.

## Distribució geogràfica
Es troba des del sud de Califòrnia fins al Perú, incloent-hi les Illes Galápagos.

## Ús comercial
Es comercialitza fresc o congelat.